# إريك واسكي
إريك واسكي (من مواليد 27 مايو 1911 في فيينا - توفي 28 مايو 1947 في سجن لاندسبيرج في لاندسبرغ إم لش في ألمانيا المحتلة من قبل قوات الحلفاء) كان صيدليًا في معسكر اعتقال ماوتهاوزن المسؤول عن ضحايا القتل بالغاز.
كان واسكي طبيبًا. انضم إلى الحزب النازي وكان عضوًا في شوتزشتافل. وبين عامي 1941 و1944، عمل كصيدلي في معسكر اعتقال ماوتهاوزن. كان من واجبه اختيار الضحايا للموت في غرفة الغاز. لا يعرف العدد الدقيق للضحايا له، ولكن توفي أكثر من 3100 في هارثيم معسكر الاعتقال المجاور، الذي كان تحت اختصاص واسكي. وبعد أن بدأ النازيون في استخدام السم زيكلون ب، تم تكليف واسكي بتأسيس هذه العملية في كل من ماوتهاوزن وهارثيم.
بعد نهاية الحرب العالمية الثانية، اتهمت محكمة عسكرية أمريكية واسكي بالقتل. في 13 مايو 1946، تم إدانته. في 28 مايو 1947، تم شنقه في سجن لاندسبيرج.

## روابط خارجية
- إريك واسكي